# Serie Radeon HD 8000
La serie Radeon HD 8000 es una familia de tarjetas gráficas del fabricante de hardware AMD, conocidas también por el nombre Sea Islands. De igual modo que las Radeon HD 7000, las HD 8000 estarán basadas en la arquitectura Graphics Core Next y fabricadas por TSMC con litografía de 28 nm. Además está previsto que sea la primera generación gráfica en tener drivers libres al mismo tiempo que drivers propietarios desde que tiempo atrás AMD emprendiera la iniciativa de liberar las especificaciones de su hardware necesarias para el desarrollo de drivers libres. Hasta hace poco sólo se encargaban de dichos drivers dos personas de AMD, una de Red Hat y la comunidad, aunque luego AMD contrató dos personas más para el equipo de desarrollo del driver libre de AMD para el núcleo Linux, pasando a tener un equipo de cuatro personas. Esto ayudará a cumplir con el plan de llevar el diseño y desarrollo del driver libre junto con el driver propietario.
Esta generación de chips gráficos pretende alinearse en su gama media con el rendimiento de una NVIDIA GTX 680, por lo que la gama alta será superior a ésta. La contrapartida de NVIDIA serán los chips gráficos basados en Maxwell que no llegarán hasta mediados o finales del año 2013. Consideraciones de rendimiento aparte, los chips Sea Islands implementarán por fin el espacio unificado de memoria entre CPU y GPU por lo que podrá paginar utilizando el espacio de memoria principal del sistema creando por tanto coherencia entre la CPU y la GPU. Esto es algo que Intel todavía no va a introducir en sus Xeon Phi. Esta arquitectura es además la escogida para la próxima nueva generación de consolas por parte de Microsoft y Sony, conocidas oficialmente como Xbox One y PlayStation 4.
Según ciertas filtraciones sin confirmar, los chips gráficos Sea Islands podrían ser los más grandes jamás realizados por parte de AMD incluyendo los tiempos de ATI. Los datos apuntan a que la gama alta, Venus XTX, podría tener un tamaño de 420mm². Esta superficie no se alcanzaba desde la serie Radeon HD 2000 cuyo chip más grande, el R600 que estaba basado en la arquitectura de la GPU Xenos de Xbox 360, también tenía un tamaño de 420mm². Así pues, la cantidad de unidades de cómputo del núcleo más grande se habría visto aumentada de 36 (32 del chip más grande vendido anteriormente) a 40 CU (Compute Unit) de ser cierta esta información, además del aumento de unidades de salida de render que tienen un alto coste en espacio.

## Modelos[5][6][4]

### Observaciones
Esta última generación de AMD nos permite realizar algunas observaciones curiosas o mínimamente interesantes. Primero porque utilizan el mismo proceso de fabricación que la generación anterior, lo cual nos permite ver diferencias en el tamaño del chip según la configuración del mismo en los casos que el chip es completamente funcional sin ninguna parte desactivada (Radeon HD 8870 comparada con Radeon HD 7950/7970).
Otro dato interesante es el hecho de que en caso de que sea cierto el dato de superficie de 420mm cuadrados, podemos ver el cumplimiento bastante cercano de la Ley de Moore basada en hechos empíricos (observaciones), la cual nos dice que cada 24 meses el número de transistores en una misma área de silicio es duplicado, pudiendo conseguir hasta el doble de capacidad de procesamiento por cada duplicación de transistores. Desde que salió el chip R600XT en mayo de 2007 hasta la salida del Venus XTX habrán pasado unos 5 años y 8 meses aproximadamente lo cual son 68 meses, es decir, casi 3 generaciones, 3 duplicaciones. Esto significa que Venus XTX debería de tener aproximadamente 7 veces el número de transistores ya que tiene los mismos 420mm² de superficie. Para ser exactos, 68 meses son 2'83 generaciones, 22'83=7'13. El R600 tenía ~700 millones de transistores, por 7'13 generaciones obtenemos 4989 millones de transistores, muy cerca de los 5100 indicados en la tabla comparativa de más arriba.
En cuanto a la configuración del núcleo, un R600 tenía 320 ALU, 16 unidades de texturado y 16 unidades de salida de render. Un Venus XTX tiene 2560 ALU, 160 unidades de texturado y 48 unidades de render. Podemos apreciar que el número de ALU se ha multiplicado por ocho, es decir, 23 veces. El número de unidades de texturado se ha multiplicado por 10 mientras que el número de unidades de renderizado se ha multiplicado por 3. También habría que tener en cuenta las diferencias en tamaños de caché y tamaño del bus de comunicación con la memoria que también ocupan espacio en el chip.
Estos rápidos números nos permiten ver que se ha seguido aumentando la capacidad de cálculo al ritmo de la Ley de Moore mientras que en el resto del chip se han dedicado más recursos a las texturas en detrimento de la capacidad de mostrar píxeles (mitigado en parte con la mejora en el uso de las unidades correspondientes como pasara entre las Radeon HD 7000 y las Radeon HD 6000), la cual no varía demasiado con el paso del tiempo.
Otra consecuencia de la Ley de Moore es que la frecuencia también puede aumentar a medida que los transistores se hacen más pequeños. En concreto el crecimiento estimado es de un 40% cuatrienal, lo que deja en media un 10% anual. Esto significa que el Venus XTX podría alcanzar los ~1150 MHz en modo Turbo, ~100 MHz más que la Radeon HD 7970 Ghz Edition.